# Druvsjöpung
Druvsjöpung (Molgula siphonalis) är en sjöpungsart som beskrevs av Sars, M. 1859. Druvsjöpung ingår i släktet Molgula och familjen kulsjöpungar. Enligt den svenska rödlistan är arten otillräckligt studerad i Sverige. Arten förekommer i Götaland. Artens livsmiljö är havet. Inga underarter finns listade i Catalogue of Life.